# Ночь принадлежит нам
«Ночь принадлежит нам» (фр. La nuit aux amants) — французская эротическая мелодрама 2021 года, снятая режиссёром Жюльеном Ильмуаном по его же сценарию.
Мировая премьера состоялась 11 июня 2021 года на кинофестивале в Кабуре. Премьера в России — 16 декабря того же года («Русский Репортаж»).

## Сюжет
Встреча. Между волнами и скалами. Ночь. Через неделю Йоанн женится. В течение многих лет Аксель больше не верит в любовь и наслаждение после разрыва болезненных отношений. Они встречаются в самый неподходящий момент. Они хотят друг друга. На одну ночь. Только на одну ночь. Их единственная ночь.

## В ролях
- Шемси Лот — Йоанн Лемаршан
- Лаура Мюллер — Аксель Семпаст

## Восприятие
Фильм участвовал в конкурсной программе Международного кинофестиваля в Трансильвании, где Лот и Мюллер получили награды за свои роли.
По мнению автора «Киноафиши» Алёны Поповой, положительно оценившей фильм Ильмуана, это «вдохновлённая Ромером разговорная драма о любовниках на одну ночь». Как отмечает Эмбер Уилкинсон из Screen Daily, перед нами «симпатичная, хотя и легковесная, эмоциональная драма». Наибольшей похвалы от рецензента удостоилась «рубенсовская» Лаура Мюллер. Фредерик Штраус (Télérama) в своём отзыве резюмирует: «Этот дебютный фильм, простой и извилистый, как бессонная ночь, безусловно, полон пережитых эмоций… Режиссёр проявляет очевидный талант к созданию атмосферы интимности, но иногда чересчур замыкается в ней».